# STORY BOX
『STORY BOX』（ストーリー・ボックス）は、小学館が発行する小説雑誌。2009年8月創刊。月刊。
国立国会図書館では雑誌として扱われているが、ISSNではなくISBNが付されている。2013年4月発行の44号までは文庫判サイズで、たいていの書店では他の小学館文庫と同じ書架に並べられていることが多かった。同年5月発行の6月号よりA5サイズに変更された。
同じく文庫判で発行されていた他社の『IN★POCKET』や『文蔵』は、インタヴューなどの記事があり多分にPR誌的な色彩を持っているのに対し、本雑誌は純粋に連載作品を中心に構成されている。
連載陣には森見登美彦、和田竜などの人気作家も名前を連ねている。